# Margrethe af Skotland (helgen)
 For alternative betydninger, se Margrethe af Skotland. (Se også artikler, som begynder med Margrethe af Skotland)
Margrethe af Skotland (født ca. 1045, død 16. november 1093 i Edinburgh) var dronning af Skotland fra ca. 1070 og til sin død. Hun var gift med Malcolm den 3. og grundlagde sammen med ham Huset Dunkeld.

## Biografi
Margrethe blev formentlig født på slottet Réka ved Mecseknádasd i Ungarn. Moderen hed Agatha, og om hendes herkomst er kilderne meget uenige. I de ældste kilder som f.eks. den Angelsaksiske Krønike omtales hun som en slægtning til den tysk-romerske kejser, Henrik 3.. Blandt andre teorier er f.eks., at hun stammede fra Kijev. Faderen var den engelske prins, Edvard den Landflygtige (1016-57), der var søn af Edmund Jernside. Edvard den Landflygtige blev allerede som spæd sendt i eksil, efter at Knud den Store havde erobret England. Han søgte som voksen tilflugt i Ungarn, og Margrethe og hendes to søskende, Edgar Ætheling (ca. 1051-ca. 1126) og Christina (1040'erne-formentlig før 1100), voksede derfor op ved det ungarske hof, hvor de fik en god uddannelse.
I 1057 kaldte Edvard Bekenderen Margrethes far tilbage til England i håb om at gøre ham til arving, og hele familien rejste derfor sammen til England. Allerede to dage efter ankomsten døde Edvard den Landflygtige, men familien fik lov at blive boende ved kongens hof. I januar 1066 døde også Edvard Bekenderen, og senere samme år invaderede normannerne England. Som nogle af de sidste tilbageværende medlemmer af den angelsaksiske kongefamilie var Margrethe og hendes søskende i livsfare, og familien måtte derfor flygte derfor ud af landet.

### Dronning
Iflg. traditionen planlagde familien at rejse tilbage til Ungarn, men skibet kom ud af kurs og drev i land i Skotland på det sted, der i dag heder St. Margaret's Hope. Der blev familien modtaget af den skotske konge, Malcolm den 3. Iflg. en anden version flygtede familien bevidst til Skotland efter et mislykket oprør i 1068.
Malcolms første kone, Ingeborg Finnsdatter, døde før 1070 og måske allerede i 1066. Kongen faldt for den smukke og intelligente Margrethe og friede til hende. De giftede sig i 1069 eller 1070 på Dunfermline Castle, og i 1070 blev hun kronet som dronning af Skotland.
Gennem hendes indflydelse blev Malcolm forandret fra at være grov og brutal til at blive en af Skotlands mest retskafne konger. Han lærte aldrig at læse, men holdt af at se i hendes illustrerede manuskripter. En af hendes bøger, en evangeliebog i lommeformat, er bevaret i Bodleian Library i Oxford, og andre bevarede bøger kan måske også tilskrives hendes ejerskab. Hidtil havde man talt gælisk ved det skotske hof. Margrethe fik dette ændret til engelsk.
Hun gjorde meget for at sprede den romersk-katolske form for kristendom i Skotland, hvor den keltiske kirke fortsat var dominerende. Sammen med Malcolm grundlagde hun Dunfermline Abbey i 1072, og dette overtog pladsen som gravsted for Skotlands konger fra Iona. Hun fik også vækket liv i klosteret på Iona, der var begyndt at forfalde. Margrethe var fascineret af eremitterne i den keltiske kirke og besøgte nogle af dem i deres celler. I øvrigt gjorde hun, hvad hun kunne for at fjerne de sidste uligheder mellem keltisk og romersk-katolsk kristendom.
Margrethe levede et asketisk liv og undte kun sig selv en beskeden mængde af mad og søvn. I 1092 blev hun alvorligt syg, og man mener, at udmattelse kan have bidraget til dette. Hun døde 16. november 1093, tre dage efter hun havde fået efterretningen om, at hendes mand og sønnen Edvard var blevet myrdet efter at være faldet i baghold ved Alnwick Castle. Hun blev gravlagt sammen med Malcolm i Dunfermline Abbey.

## Efterkommere
Margrethe og Malcolm fik otte børn:
- Edvard (dræbt 1093)
- Edmund (efter 1070-efter 1097)
- Ethelred, abbed af Dunkeld
- Edgar (ca. 1074-1107)
- Alexander (ca. 1078-1124)
- David (1080-1153)
- Edith (1080-1118), gift med Henrik 1. af England
- Mary (1082-1116), gift med Eustace 3. af Boulogne

Tre af hendes sønner blev konger af Skotland: Edgar (1097-1107), Alexander 1. (1107-24) og David 1. (1124-53). Datteren Edith blev dronning af England (1100-18), idet hun blev gift med Henrik 1. af England og kendt som Good Queen Maudi. Hun blev stammor til det nuværende britiske kongehus, der gennem hende kan vise rødder tilbage til de angelsaksiske konger. Ediths datter, Matilda, blev Englands første regerende dronning en kort periode i 1141. En anden datterdatter, Matilda af Boulogne (datter af Mary), blev også dronning af England 1135-52 afbrudt af den korte periode i 1141, hvor kusinen, Matilda, regerede.

## Helgen
Datteren Edith sørgede for, at der blev skrevet en biografi om Margrethe. Det var antagelig Margrethes skriftefader, Turgot af Durham, der skrev den. Han havde været en af Vilhelm Erobrerens fanger og var flygtet til Norge, hvor han underviste i kirkemusik ved hoffet. Vita Margaretae Scotiae reginae blev skrevet mellem 1104 og 1108.
Kort tid efter hendes død, begyndte skotterne at ære hende som helgen, og der skete angiveligt flere mirakler ved hendes grav. I 1250 blev hun kanoniseret af Innocens IV og den 19. juni samme år skrinlagt. I 1560 blev klosteret plyndret under reformationen, men knoglerne af Margrethe og Malcolm blev reddet og fragtet til Escorial uden for Madrid, hvor de blev lagt i et kapel indrettet til formålet. Hendes kranium blev ført til Edinburgh, hvor det en tid var i Maria Stuarts eje. Senere kom det til Antwerpen og endelig til jesuitterne i Douai.
I 1673 udnævnte Klemens X hende til skotsk nationalhelgen næst efter apostelen Andreas. I 1693 blev festen for hende gjort universel (det skete i en periode, hvor de sidste skotske Stuarter boede i Rom). Hun er den eneste skotske helgen, der har fået tilkendt denne ære.
Hendes mindedag er den 16. november.

## Fodnoter
1. ↑  "Den Katolske Kirke i Danmark: Helgenleksikon". Arkiveret fra originalen 3. februar 2009. Hentet 28. maj 2010.